# وارنادو (لوئیزیانا)
وارنادو (به انگلیسی: Varnado) شهری در ایالت لوئیزیانا کشور ایالات متحده آمریکا است که جمعیت آن در سرشماری سال ۲۰۱۰ میلادی، ۱٬۴۶۱ نفر بوده‌است.